# Porciúncula (ort)
Porciúncula är en ort i Brasilien.   Den ligger i kommunen Porciúncula och delstaten Rio de Janeiro, i den sydöstra delen av landet, 800 km sydost om huvudstaden Brasília. Porciúncula ligger 196 meter över havet och antalet invånare är 12 511.
Terrängen runt Porciúncula är huvudsakligen lite kuperad. Porciúncula ligger nere i en dal. Närmaste större samhälle är Tombos, 6,7 km norr om Porciúncula.
Omgivningarna runt Porciúncula är huvudsakligen savann. Runt Porciúncula är det ganska glesbefolkat, med 43 invånare per kvadratkilometer.